# 幽灵狸
幽霊狸（ゆうれいだぬき）是在阿波国美馬郡脇町的猪尻村樽井（現日本德岛县美馬市）传说中的狸猫。

## 传说
由死者化身而成，经常在墓地上出现。